# Supreme Art of War
Supreme Art of War — первый полноформатный альбом итальянской метал-группы Stormlord. Альбом сочетает в себе такие жанры, как симфо-блэк-метал, мелодичный дэт-метал и экстремальный пауэр-метал. Лирика данного релиза в большей степени затрагивает тему фэнтези. Это несколько отличает «Supreme Art of War» от последующих альбомов группы, лирика которых посвящена мифам древней Греции и древнего Рима.

## Список композиций
1. Where My Spirit Forever Shall Be — 06:21
2. A Descent Into the Kingdom of the Shades — 05:46
3. Sir Lorial — 02:08
4. Age of the Dragon — 06:51
5. War (The Supreme Art) — 05:21
6. Immortal Heroes — 07:49
7. Of Steel and Ancient Might — 09:32
8. Outro — 00:50

## Мини-альбомы
- 1999 — Where My Spirit Forever Shall Be